# Caderzone Terme
Caderzone Terme är en ort och kommun i provinsen Trento i regionen Trentino-Sydtyrolen i Italien. Kommunen hade 678 invånare (2018).